# TNK-BP
Pour l’article homonyme, voir TNK (homonymie).
TNK-BP est une coentreprise russe et britannique du secteur pétrolier.

## Historique
TNK-BP a été fondé en 2003 par le géant britannique BP et le consortium AAR, c'est-à-dire les oligarques Mikhail Fridman, Viktor Vekselberg et Leonard Blavatnik. Vladimir Poutine aurait mis en garde les oligarques contre les risques inhérents à un tel partage. Le capital de l'entreprise a été partagé à parts égales entre BP et AAR.
En mars 2008, les actionnaires se livrèrent une lutte compliquée afin de prendre le contrôle d'une part plus importante du capital de l'entreprise, dont le PDG était l'Américain Robert Dudley. Celui-ci dut quitter le territoire russe en juillet. AAR reprochait aux Britanniques d'imposer de plus en plus de cadres étrangers tout en refusant de développer l'exploitation de gisements hors de la fédération de Russie, en particulier en Irak.
En 2012, Rosneft annonce le rachat de TNK-BP pour 61 milliards de $. BP passe ainsi sa participation de 1,25 % à 19,75 % dans Rosneft et reçoit 12,3 milliards de $. Le consortium AAR reçoit lui 28 milliards de $ en numéraire.

## Domaine d'activité
En 2008, TNK-BP est le 3e producteur russe de pétrole, avec 1,63 million de barils par jour en juillet 2008,,.